# Bjälnäs
Bjälnäs är en medeltida gård i Malexanders socken i Boxholms kommun. Bjälnäs låg i Ydre härad.

## Torp och stugor
- Gärdstugan
- Lerviken

## Naturreservat
Det finns ett naturreservat med detta namn en bit söder om gården Bjälnäs (naturreservat).

### Webbkällor
- http://krafttaget.com/JohanBirath/malexander.html
- https://web.archive.org/web/20140518213056/http://www.lansstyrelsen.se/ostergotland/SiteCollectionDocuments/sv/djur-och-natur/skyddad-natur/naturreservat/boxholm/bjalnas/bjalnasskpl.pdf